# Pfeifengraswiese bei Günthersdorf
Pfeifengraswiese bei Günthersdorf este o arie protejată (arie specială de conservare — SAC, sit de importanță comunitară — SCI) din Germania întinsă pe o suprafață de 1 ha, integral pe uscat.

## Localizare
Centrul sitului Pfeifengraswiese bei Günthersdorf este situat la coordonatele 51°20′31″N 12°10′30″E / 51.3419°N 12.175°E.

## Înființare
Situl Pfeifengraswiese bei Günthersdorf a fost declarat sit de importanță comunitară în martie 2004 pentru a proteja 1 specie de animale. Situl a fost protejat și ca arie specială de conservare în aprilie 2013.

## Biodiversitate
Situată în ecoregiunea continentală, aria protejată conține 2 habitate naturale: Fânețe de joasă altitudine (Alopecurus pratensis, Sanguisorba officinalis), Păduri aluvionare cu Alnus glutinosa și Fraxinus excelsior (Alno-Padion, Alnion incanae, Salicion albae).
La baza desemnării sitului se află o specie protejată de  nevertebrate: Vertigo angustior